# Camissoniopsis hirtella
Camissoniopsis hirtella är en dunörtsväxtart som först beskrevs av Edward Lee Greene och som fick sitt nu gällande namn av Warren Lambert Wagner och Hoch.
Camissoniopsis hirtella ingår i släktet Camissoniopsis och familjen dunörtsväxter. Inga underarter finns listade i Catalogue of Life.